# 4e étape du Tour de France Femmes 2022
Pour un article plus général, voir Tour de France Femmes 2022.
La 4e étape du Tour de France Femmes 2022 se déroule le mercredi 27 juillet 2022 entre Troyes et Bar-sur-Aube, sur une distance de 126,8 kilomètres.

## Parcours
Cette étape de 126,8 km, classée parmi les « étapes à parcours accidenté », relie Troyes à Bar-sur-Aube. Elle se divise en deux parties bien distinctes : une première plate, avec notamment le sprint intermédiaire de Bar-sur-Seine, puis une partie gravel. Sur cette seconde moitié de course, les concurrentes doivent rouler sur plusieurs chemins de vigne (ou chemins blancs), à l'image de ce qu'elles peuvent connaitre sur les Strade Bianche. Plusieurs de ces chemins sont situés juste après une côte classée pour le Grand Prix de la Montagne en raison de leur rampe d'accès courte mais abrupte. Dans l'ordre, les coureuses vont passer par le chemin blanc de Celles (secteur numéro 4, long de 2 300 m, juste après la côte de Celles-sur-Ource, 3e catégorie), le chemin blanc des Hautes Forêts (secteur numéro 3, long de 3 200 m, juste après la côte du Val des Clos, 3e catégorie), le chemin blanc du plateau de Bru (secteur numéro 2, long de 4 400 m) et enfin le chemin blanc de Vitry (secteur numéro 1, long de 3 000 m, juste après la côte de Vitry, 4e catégorie). Enfin, dans les dix derniers kilomètres les coureuses doivent franchir deux dernières côtes, celle des Bergères (1,7 km à 5,1 %, non-classée mais offrant des bonifications aux trois premières concurrentes) et celle du Val Perdu (classée en 4e catégorie).

## Déroulement de la course
Après de nombreuses tentatives infructueuses, un groupe de trois échappées finit par se former après 50 km de course. Il est composé des françaises Laura Asencio et Coralie Demay et de la belge Valerie Demey. Ces coureuses comptent jusqu'à 3 min d'avance avant la première côte du jour, dans laquelle Demey est distancée puis reprise par le peloton. Elles sont finalement rattrapées peu après la côte du Val des Clos, à une quarantaine de kilomètres de l'arrivée. Marlen Reusser attaque dans la côte de Vitry, alors qu'il reste 23 km à parcourir, tandis que dans le peloton de nombreuses coureuses rencontrent des difficultés (crevaisons, chutes, etc.). Elle résiste à ses poursuivantes Évita Muzic, Alena Amialiusik et Veronica Ewers et s'impose à Bar-sur-Aube. La porteuse du maillot jaune, Marianne Vos, règle quant à elle le sprint du peloton pour la 5e place. Parmi les favorites de l'épreuve, Mavi García, victime de nombreuses avaries, est la grande perdante du jour.

## Résultats

### Classement de l'étape
| Classement de la 4e étape | Classement de la 4e étape | Classement de la 4e étape | Classement de la 4e étape | Classement de la 4e étape |
|                           | Coureur                   | Pays                      | Équipe                    | Temps                     |
| ------------------------- | ------------------------- | ------------------------- | ------------------------- | ------------------------- |
| 1er                       | Marlen Reusser            | Suisse                    | SD Worx                   | en 3 h 16 min 30 s        |
| 2e                        | Évita Muzic               | France                    | FDJ-Suez-Futuroscope      | + 1 min 24 s              |
| 3e                        | Alena Amialiusik          | Bannière neutre           | Canyon-SRAM Racing        | + 1 min 24 s              |
| 4e                        | Veronica Ewers            | États-Unis                | EF Education-Tibco-SVB    | + 1 min 24 s              |
| 5e                        | Marianne Vos              | Pays-Bas                  | Jumbo-Visma               | + 1 min 40 s              |
| 6e                        | Lotte Kopecky             | Belgique                  | SD Worx                   | + 1 min 40 s              |
| 7e                        | Silvia Persico            | Italie                    | Valcar Travel & Service   | + 1 min 40 s              |
| 8e                        | Ruby Roseman-Gannon       | Australie                 | Team BikeExchange-Jayco   | + 1 min 40 s              |
| 9e                        | Elisa Longo Borghini      | Italie                    | Trek-Segafredo            | + 1 min 40 s              |
| 10e                       | Demi Vollering            | Pays-Bas                  | SD Worx                   | + 1 min 40 s              |
| modifier                  |                           |                           |                           |                           |

### Bonifications en temps
|   | Coureuse         | Pays            | Équipe               | Secondes |
| - | ---------------- | --------------- | -------------------- | -------- |
| 1 | Marlen Reusser   | Suisse          | SD Worx              | 3 s      |
| 2 | Évita Muzic      | France          | FDJ-Suez-Futuroscope | 2 s      |
| 3 | Alena Amialiusik | Bannière neutre | Canyon-SRAM Racing   | 1 s      |

|   | Coureuse         | Pays            | Équipe               | Secondes |
| - | ---------------- | --------------- | -------------------- | -------- |
| 1 | Marlen Reusser   | Suisse          | SD Worx              | 10 s     |
| 2 | Évita Muzic      | France          | FDJ-Suez-Futuroscope | 6 s      |
| 3 | Alena Amialiusik | Bannière neutre | Canyon-SRAM Racing   | 4 s      |

### Points attribués
| Sprint intermédiaire Bar-sur-Seine (km 60,4) | Sprint intermédiaire Bar-sur-Seine (km 60,4) | Sprint intermédiaire Bar-sur-Seine (km 60,4) | Sprint intermédiaire Bar-sur-Seine (km 60,4) | Sprint intermédiaire Bar-sur-Seine (km 60,4) |
| -------------------------------------------- | -------------------------------------------- | -------------------------------------------- | -------------------------------------------- | -------------------------------------------- |
|                                              | Coureur                                      | Pays                                         | Équipe                                       | Point(s)                                     |
| 1er                                          | Valerie Demey                                | Belgique                                     | Liv Racing Xstra                             | 25                                           |
| 2e                                           | Laura Asencio                                | France                                       | Ceratizit-WNT                                | 20                                           |
| 3e                                           | Coralie Demay                                | France                                       | St Michel-Auber 93                           | 17                                           |
| 4e                                           | Lorena Wiebes                                | Pays-Bas                                     | Team DSM                                     | 15                                           |
| 5e                                           | Maria Giulia Confalonieri                    | Italie                                       | Ceratizit-WNT                                | 13                                           |
| 6e                                           | Lotte Kopecky                                | Belgique                                     | SD Worx                                      | 11                                           |
| 7e                                           | Pfeiffer Georgi                              | Grande-Bretagne                              | Team DSM                                     | 10                                           |
| 8e                                           | Marianne Vos                                 | Pays-Bas                                     | Jumbo-Visma                                  | 9                                            |
| 9e                                           | Karlijn Swinkels                             | Pays-Bas                                     | Jumbo-Visma                                  | 8                                            |
| 10e                                          | Soraya Paladin                               | Italie                                       | Canyon-SRAM Racing                           | 7                                            |
| 11e                                          | Jeanne Korevaar                              | Pays-Bas                                     | Liv Racing Xstra                             | 6                                            |
| 12e                                          | Alena Amialiusik                             | Bannière neutre                              | Canyon-SRAM Racing                           | 5                                            |
| 13e                                          | Elisa Balsamo                                | Italie                                       | Trek-Segafredo                               | 4                                            |
| 14e                                          | Demi Vollering                               | Pays-Bas                                     | SD Worx                                      | 3                                            |
| 15e                                          | Ellen van Dijk                               | Pays-Bas                                     | Trek-Segafredo                               | 2                                            |
| modifier                                     |                                              |                                              |                                              |                                              |

| Arrivée d'étape Bar-sur-Aube (km 126,8) | Arrivée d'étape Bar-sur-Aube (km 126,8) | Arrivée d'étape Bar-sur-Aube (km 126,8) | Arrivée d'étape Bar-sur-Aube (km 126,8) | Arrivée d'étape Bar-sur-Aube (km 126,8) |
| --------------------------------------- | --------------------------------------- | --------------------------------------- | --------------------------------------- | --------------------------------------- |
|                                         | Coureur                                 | Pays                                    | Équipe                                  | Point(s)                                |
| 1er                                     | Marlen Reusser                          | Suisse                                  | SD Worx                                 | 30                                      |
| 2e                                      | Évita Muzic                             | France                                  | FDJ-Suez-Futuroscope                    | 25                                      |
| 3e                                      | Alena Amialiusik                        | Bannière neutre                         | Canyon-SRAM Racing                      | 22                                      |
| 4e                                      | Veronica Ewers                          | États-Unis                              | EF Education-Tibco-SVB                  | 19                                      |
| 5e                                      | Marianne Vos                            | Pays-Bas                                | Jumbo-Visma                             | 17                                      |
| 6e                                      | Lotte Kopecky                           | Belgique                                | SD Worx                                 | 15                                      |
| 7e                                      | Silvia Persico                          | Italie                                  | Valcar Travel & Service                 | 13                                      |
| 8e                                      | Ruby Roseman-Gannon                     | Australie                               | Team BikeExchange-Jayco                 | 11                                      |
| 9e                                      | Elisa Longo Borghini                    | Italie                                  | Trek-Segafredo                          | 9                                       |
| 10e                                     | Demi Vollering                          | Pays-Bas                                | SD Worx                                 | 7                                       |
| 11e                                     | Marta Lach                              | Pologne                                 | Ceratizit-WNT                           | 6                                       |
| 12e                                     | Liane Lippert                           | Allemagne                               | Team DSM                                | 5                                       |
| 13e                                     | Annemiek van Vleuten                    | Pays-Bas                                | Movistar Women                          | 4                                       |
| 14e                                     | Juliette Labous                         | France                                  | Team DSM                                | 3                                       |
| 15e                                     | Elise Chabbey                           | Suisse                                  | Canyon-SRAM Racing                      | 2                                       |
| modifier                                |                                         |                                         |                                         |                                         |

### Cols et côtes
| Côte de Celles-sur-Ource (km 68,1) 3e catégorie (1,1 km à 8,9 %) | Côte de Celles-sur-Ource (km 68,1) 3e catégorie (1,1 km à 8,9 %) | Côte de Celles-sur-Ource (km 68,1) 3e catégorie (1,1 km à 8,9 %) | Côte de Celles-sur-Ource (km 68,1) 3e catégorie (1,1 km à 8,9 %) | Côte de Celles-sur-Ource (km 68,1) 3e catégorie (1,1 km à 8,9 %) |
| ---------------------------------------------------------------- | ---------------------------------------------------------------- | ---------------------------------------------------------------- | ---------------------------------------------------------------- | ---------------------------------------------------------------- |
|                                                                  | Coureur                                                          | Pays                                                             | Équipe                                                           | Point(s)                                                         |
| 1er                                                              | Laura Asencio                                                    | France                                                           | Ceratizit-WNT                                                    | 3                                                                |
| 2e                                                               | Coralie Demay                                                    | France                                                           | Saint Michel-Auber 93                                            | 2                                                                |
| 3e                                                               | Valerie Demey                                                    | Belgique                                                         | Liv Racing Xstra                                                 | 1                                                                |
| modifier                                                         |                                                                  |                                                                  |                                                                  |                                                                  |

| Côte du Val des Clos (km 77,3) 3e catégorie (0,9 km à 8,8 %) | Côte du Val des Clos (km 77,3) 3e catégorie (0,9 km à 8,8 %) | Côte du Val des Clos (km 77,3) 3e catégorie (0,9 km à 8,8 %) | Côte du Val des Clos (km 77,3) 3e catégorie (0,9 km à 8,8 %) | Côte du Val des Clos (km 77,3) 3e catégorie (0,9 km à 8,8 %) |
| ------------------------------------------------------------ | ------------------------------------------------------------ | ------------------------------------------------------------ | ------------------------------------------------------------ | ------------------------------------------------------------ |
|                                                              | Coureur                                                      | Pays                                                         | Équipe                                                       | Point(s)                                                     |
| 1er                                                          | Coralie Demay                                                | France                                                       | Saint Michel-Auber 93                                        | 3                                                            |
| 2e                                                           | Laura Asencio                                                | France                                                       | Ceratizit-WNT                                                | 2                                                            |
| 3e                                                           | Ashleigh Moolman                                             | Afrique du Sud                                               | SD Worx                                                      | 1                                                            |
| modifier                                                     |                                                              |                                                              |                                                              |                                                              |

| Côte de Maître Jean (km 98,6) 4e catégorie (1,8 km à 4,4 %) | Côte de Maître Jean (km 98,6) 4e catégorie (1,8 km à 4,4 %) | Côte de Maître Jean (km 98,6) 4e catégorie (1,8 km à 4,4 %) | Côte de Maître Jean (km 98,6) 4e catégorie (1,8 km à 4,4 %) | Côte de Maître Jean (km 98,6) 4e catégorie (1,8 km à 4,4 %) |
| ----------------------------------------------------------- | ----------------------------------------------------------- | ----------------------------------------------------------- | ----------------------------------------------------------- | ----------------------------------------------------------- |
|                                                             | Coureur                                                     | Pays                                                        | Équipe                                                      | Point(s)                                                    |
| 1er                                                         | Mischa Bredewold                                            | Pays-Bas                                                    | Parkhotel Valkenburg                                        | 2                                                           |
| 2e                                                          | Elise Chabbey                                               | Suisse                                                      | Canyon-SRAM Racing                                          | 1                                                           |
| modifier                                                    |                                                             |                                                             |                                                             |                                                             |

| Côte de Vitry (km 106,4) 4e catégorie (0,9 km à 6,9 %) | Côte de Vitry (km 106,4) 4e catégorie (0,9 km à 6,9 %) | Côte de Vitry (km 106,4) 4e catégorie (0,9 km à 6,9 %) | Côte de Vitry (km 106,4) 4e catégorie (0,9 km à 6,9 %) | Côte de Vitry (km 106,4) 4e catégorie (0,9 km à 6,9 %) |
| ------------------------------------------------------ | ------------------------------------------------------ | ------------------------------------------------------ | ------------------------------------------------------ | ------------------------------------------------------ |
|                                                        | Coureur                                                | Pays                                                   | Équipe                                                 | Point(s)                                               |
| 1er                                                    | Marlen Reusser                                         | Suisse                                                 | SD Worx                                                | 2                                                      |
| 2e                                                     | Margarita Victoria García                              | Espagne                                                | UAE Team ADQ                                           | 1                                                      |
| modifier                                               |                                                        |                                                        |                                                        |                                                        |

| \| Côte du Val Perdu (km 121,7) 4e catégorie (1,8 km à 4,0 %) \| Côte du Val Perdu (km 121,7) 4e catégorie (1,8 km à 4,0 %) \| Côte du Val Perdu (km 121,7) 4e catégorie (1,8 km à 4,0 %) \| Côte du Val Perdu (km 121,7) 4e catégorie (1,8 km à 4,0 %) \| Côte du Val Perdu (km 121,7) 4e catégorie (1,8 km à 4,0 %) \| \| ---------------------------------------------------------- \| ---------------------------------------------------------- \| ---------------------------------------------------------- \| ---------------------------------------------------------- \| ---------------------------------------------------------- \| \| \| Coureur \| Pays \| Équipe \| Point(s) \| \| 1er \| Marlen Reusser \| Suisse \| SD Worx \| 2 \| \| 2e \| Veronica Ewers \| États-Unis \| EF Education-Tibco-SVB \| 1 \| \| modifier \| \| \| \| \| |                |            |                        |          |
| Côte du Val Perdu (km 121,7) 4e catégorie (1,8 km à 4,0 %) |                |            |                        |          |
| | Coureur        | Pays       | Équipe                 | Point(s) |
| 1er | Marlen Reusser | Suisse     | SD Worx                | 2        |
| 2e | Veronica Ewers | États-Unis | EF Education-Tibco-SVB | 1        |
| modifier |                |            |                        |          |

### Prix de la combativité
- Marlen Reusser (SD Worx)

## Classements à l'issue de l'étape

### Classement général
| Classement général | Classement général    | Classement général | Classement général      | Classement général  |
|                    | Coureur               | Pays               | Équipe                  | Temps               |
| ------------------ | --------------------- | ------------------ | ----------------------- | ------------------- |
| 1er                | Marianne Vos          | Pays-Bas           | Jumbo-Visma             | en 11 h 48 min 46 s |
| 2e                 | Silvia Persico        | Italie             | Valcar Travel & Service | + 16 s              |
| 3e                 | Katarzyna Niewiadoma  | Pologne            | Canyon-SRAM Racing      | + 16 s              |
| 4e                 | Elisa Longo Borghini  | Italie             | Trek-Segafredo          | + 21 s              |
| 5e                 | Ashleigh Moolman      | Afrique du Sud     | SD Worx                 | + 51 s              |
| 6e                 | Demi Vollering        | Pays-Bas           | SD Worx                 | + 57 s              |
| 7e                 | Juliette Labous       | France             | Team DSM                | + 1 min 5 s         |
| 8e                 | Annemiek van Vleuten  | Pays-Bas           | Movistar Women          | + 1 min 14 s        |
| 9e                 | Cecilie Uttrup Ludwig | Danemark           | FDJ-Suez-Futuroscope    | + 1 min 48 s        |
| 10e                | Elise Chabbey         | Suisse             | Canyon-SRAM Racing      | + 2 min 20 s        |
| modifier           |                       |                    |                         |                     |

| Classement par points | Classement par points     | Classement par points | Classement par points   | Classement par points |
| --------------------- | ------------------------- | --------------------- | ----------------------- | --------------------- |
|                       | Coureur                   | Pays                  | Équipe                  | Point(s)              |
| 1er                   | Marianne Vos              | Pays-Bas              | Jumbo-Visma             | 186 points            |
| 2e                    | Lorena Wiebes             | Pays-Bas              | Team DSM                | 128 pts               |
| 3e                    | Lotte Kopecky             | Belgique              | SD Worx                 | 128 pts               |
| 4e                    | Silvia Persico            | Italie                | Valcar Travel & Service | 72 pts                |
| 5e                    | Maria Giulia Confalonieri | Italie                | Ceratizit-WNT           | 63 pts                |
| 6e                    | Elisa Longo Borghini      | Italie                | Trek-Segafredo          | 60 pts                |
| 7e                    | Maike van der Duin        | Pays-Bas              | Le Col-Wahoo            | 55 pts                |
| 8e                    | Alena Amialiusik          | Bannière neutre       | Canyon-SRAM Racing      | 54 pts                |
| 9e                    | Katarzyna Niewiadoma      | Pologne               | Canyon-SRAM Racing      | 48 pts                |
| 10e                   | Alexandra Manly           | Australie             | Team BikeExchange-Jayco | 48 pts                |
| modifier              |                           |                       |                         |                       |

| Classement de la meilleure grimpeuse | Classement de la meilleure grimpeuse | Classement de la meilleure grimpeuse | Classement de la meilleure grimpeuse | Classement de la meilleure grimpeuse |
| ------------------------------------ | ------------------------------------ | ------------------------------------ | ------------------------------------ | ------------------------------------ |
|                                      | Coureur                              | Pays                                 | Équipe                               | Point(s)                             |
| 1er                                  | Femke Gerritse                       | Pays-Bas                             | Parkhotel Valkenburg                 | 8 points                             |
| 2e                                   | Coralie Demay                        | France                               | St Michel-Auber 93                   | 5 pts                                |
| 3e                                   | Laura Asencio                        | France                               | Ceratizit-WNT                        | 5 pts                                |
| 4e                                   | Marlen Reusser                       | Suisse                               | SD Worx                              | 4 pts                                |
| 5e                                   | Elise Chabbey                        | Suisse                               | Canyon-SRAM Racing                   | 4 pts                                |
| 6e                                   | Demi Vollering                       | Pays-Bas                             | SD Worx                              | 3 pts                                |
| 7e                                   | Mischa Bredewold                     | Pays-Bas                             | Parkhotel Valkenburg                 | 2 pts                                |
| 8e                                   | Femke Markus                         | Pays-Bas                             | Parkhotel Valkenburg                 | 2 pts                                |
| 9e                                   | Liane Lippert                        | Allemagne                            | Team DSM                             | 2 pts                                |
| 10e                                  | Elisa Longo Borghini                 | Italie                               | Trek-Segafredo                       | 1 pt                                 |
| modifier                             |                                      |                                      |                                      |                                      |

| Classement général de la meilleure jeune | Classement général de la meilleure jeune | Classement général de la meilleure jeune | Classement général de la meilleure jeune | Classement général de la meilleure jeune |
|                                          | Coureur                                  | Pays                                     | Équipe                                   | Temps                                    |
| ---------------------------------------- | ---------------------------------------- | ---------------------------------------- | ---------------------------------------- | ---------------------------------------- |
| 1er                                      | Julie De Wilde                           | Belgique                                 | Plantur-Pura                             | en 11 h 53 min 14 s                      |
| 2e                                       | Julia Borgström                          | Suède                                    | AG Insurance NXTG                        | + 16 s                                   |
| 3e                                       | Pfeiffer Georgi                          | Grande-Bretagne                          | Team DSM                                 | + 22 s                                   |
| 4e                                       | Shirin van Anrooij                       | Pays-Bas                                 | Trek-Segafredo                           | + 33 s                                   |
| 5e                                       | Mischa Bredewold                         | Pays-Bas                                 | Parkhotel Valkenburg                     | + 1 min 51 s                             |
| 6e                                       | Eleonora Gasparrini                      | Italie                                   | Valcar Travel & Service                  | + 9 min 29 s                             |
| 7e                                       | Marie Le Net                             | France                                   | FDJ-Suez-Futuroscope                     | + 9 min 53 s                             |
| 8e                                       | Anne Dorthe Ysland                       | Norvège                                  | Uno-X Pro                                | + 11 min 27 s                            |
| 9e                                       | Barbara Malcotti                         | Italie                                   | Human Powered Health                     | + 12 min 53 s                            |
| 10e                                      | Maike van der Duin                       | Pays-Bas                                 | Le Col-Wahoo                             | + 13 min 33 s                            |
| modifier                                 |                                          |                                          |                                          |                                          |

| Classement par équipes | Classement par équipes  | Classement par équipes | Classement par équipes |
|                        | Équipe                  | Pays                   | Temps                  |
| ---------------------- | ----------------------- | ---------------------- | ---------------------- |
| 1re                    | SD Worx                 | Pays-Bas               | en 35 h 31 min 7 s     |
| 2e                     | Canyon-SRAM Racing      | Allemagne              | + 56 s                 |
| 3e                     | Trek-Segafredo          | États-Unis             | + 3 min 44 s           |
| 4e                     | Team DSM                | Pays-Bas               | + 3 min 56 s           |
| 5e                     | Jumbo-Visma             | Pays-Bas               | + 4 min 1 s            |
| 6e                     | FDJ-Suez-Futuroscope    | France                 | + 6 min 11 s           |
| 7e                     | Team BikeExchange-Jayco | Australie              | + 10 min 26 s          |
| 8e                     | Movistar Women          | Espagne                | + 12 min 40 s          |
| 9e                     | Ceratizit-WNT           | Allemagne              | + 18 min 33 s          |
| 10e                    | Plantur-Pura            | Belgique               | + 21 min 51 s          |
| modifier               |                         |                        |                        |

## Abandons
Une coureuse quitte le Tour lors de cette étape : 
- Charlotte Kool (Team DSM) : abandon